# Ferrovia Zugo-Lucerna
La ferrovia Zugo-Lucerna è una linea ferroviaria a scartamento normale della Svizzera.

## Storia
Nel 1857 si costituì a Berna, ad opera di Jakob Stämpfli, la Schweizerische Ostwestbahn (OWB), per la costruzione di una ferrovia La Neuveville-Bienne-Berna-Langnau im Emmental-Lucerna-Zugo-Zurigo (con diramazione Zugo-Rapperswil) in concorrenza con la linea della Schweizerische Centralbahn. La OWB riuscì a costruire solo la tratta La Neuveville-Bienne, aperta nel dicembre 1860, prima di fallire; la concessione per la tratta Lucerna-Zugo fu rilevata dalla Zürich-Zug-Luzern-Bahn (ZZL), fondata nel 1861 dalla Schweizerische Nordostbahn (NOB) insieme ai cantoni Zurigo, Zugo e Lucerna.
La linea aprì il 1º giugno 1864, insieme alla ferrovia Zurigo-Zugo.
Il 1º gennaio 1902 la NOB (che aveva assorbito nel 1892 la ZZL) venne nazionalizzata: le sue linee entrarono a far parte delle Ferrovie Federali Svizzere (FFS).
La linea Zugo-Lucerna fu elettrificata il 9 ottobre 1922. 
Nel 1969 vennero rimaneggiati i posti movimento di Gütsch e di Würzembach e ammodernate le apparecchiature di sicurezza della stazione di Lucerna, permettendo un migliore accesso a quest'ultima: sino ad allora, infatti, si avevano due linee a binario unico affiancate (una per i treni verso Zurigo e il Gottardo e l'altra per i convogli verso Berna, Olten e la Seetal). Nel 1995 è stata raddoppiata la tratta Ebikon-Rotkreuz, mentre la Cham-Rotkreuz fu raddoppiata il 14 dicembre 2008.

## Caratteristiche
La linea, a scartamento normale, è lunga 28,37 km. La linea è elettrificata a corrente alternata monofase con la tensione di 15.000 V alla frequenza di 16,7 Hz; la pendenza massima è dell'8 per mille. È a doppio binario nei tratti Lucerna-Gütsch e Rotsee-Zugo.

### Percorso
|  | Continuation backward |

| Unknown route-map component "STR+l" | Unknown route-map component "ABZg+r" |  |

| Unknown route-map component "ENDExe" | Station on track |  |

| Unknown route-map component "exSTR" | Unknown route-map component "ABZgl" | Unknown route-map component "CONTfq" |

| Unknown route-map component "exSTR" | Unknown route-map component "eABZg+l" | Unknown route-map component "exKBHFeq" |

| Unknown route-map component "exSTR" | Unknown route-map component "hSTRae" |  |

| Unknown route-map component "exSTR" | Stop on track |  |

| Unknown route-map component "exSTRl" | Unknown route-map component "eABZg+r" |  |

| Unknown route-map component "BS2c1" | Unknown route-map component "BS2+r" |

|  | Stop on track |

| Continuation backward | Small non-passenger station on track |

| Unknown route-map component "xABZgl" | Unknown route-map component "ABZgr" |

| Unknown route-map component "eBS2l" | Unknown route-map component "BS2r" |

| Stop on track |

| Unknown route-map component "hKRZWae" |

| Station on track |

| Stop on track |

| Stop on track |

| Unknown route-map component "BS2c1" | Unknown route-map component "BS2+r" |

|  | Unknown route-map component "STR+l" | Unknown route-map component "KRZu" | Unknown route-map component "CONTfq" |

| One way leftward | Unknown route-map component "ABZg+r" |

|  | Unknown route-map component "YRD" |

|  | Station on track |

| Unknown route-map component "CONTgq" | Unknown route-map component "ABZgr" |

| Unknown route-map component "BS2c2" | Unknown route-map component "BS2r" |

| Station on track |

| Stop on track |

| Stop on track |

| Station on track |

| Small non-passenger station on track |

| Enter and exit tunnel |

| Unknown route-map component "hKRZWae" |

| Unknown route-map component "CONTgq" | Unknown route-map component "ABZg+r" |  |

| Unknown route-map component "CONTgq" | Unknown route-map component "ABZg+r" |  |

| Small non-passenger station on track |

|  | Unknown route-map component "ABZg+l" | Unknown route-map component "CONTfq" |

| Small non-passenger station on track |

| Enter and exit tunnel |

| Small non-passenger station on track |

| Enter and exit tunnel |

| Unknown route-map component "dCONTgq" | Unknown route-map component "d" + Unknown route-map component "STR+r" | Straight track |  |

| Unknown route-map component "vKBHFe" | Unknown route-map component "d" |

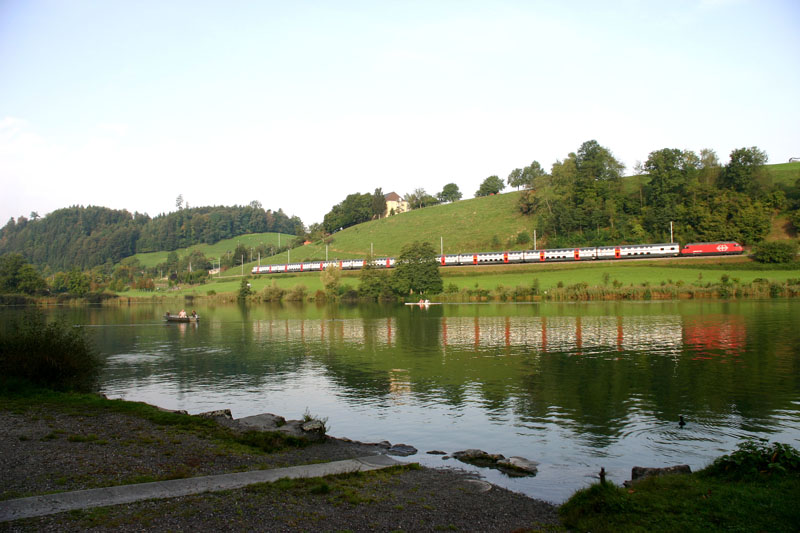
Un convoglio sulle rive del Rotsee

La linea parte dalla stazione di Zugo, aperta nel 1897 in sostituzione di una precedente costruita nel 1864 in località Erlenbach su progetto di Jakob Friedrich Wanner (autore anche delle stazioni di Aarau, Frauenfeld, Winterthur, Turgi, Sciaffusa e Zurigo HB) che col passare degli anni si era rivelata sempre più inadatta: l'edificio della vecchia stazione fu smantellato e ricostruito nella stazione di Zurigo Wollishofen. Fino al 5 maggio 1990 esisteva un cappio di ritorno utilizzato dai treni che da Zugo erano diretti verso Affoltern am Albis e Zurigo; da allora tali convogli sono instradati sulla linea per Lucerna, da cui si distaccano al bivio di Kollermühle.
Dalla capitale cantonale la linea costeggia il lago di Zugo fino a Cham, quindi tocca Hünenberg prima di entrare nella stazione di Rotkreuz, nella quale incrocia la Aargauische Südbahn. Tra il 1864 e il 1970 esisteva un raccordo tra la stazione di Cham e quella di Steinhausen (sulla linea Zurigo-Zugo), utilizzato in occasione di deviazioni di percorso di treni merci o come parcheggio per carri merce.
Da Rotkreuz, la linea attraversa Root, Buchrain e Ebikon, costeggia il Rotsee e attraversa il fiume Reuss prima di entrare nella stazione di Lucerna.
La linea, diramandosi a Zug dalla Thalwil–Art-Goldau, insieme alla Linksufrige Zürichseebahn fino a Thalwil è parte del collegamento Zurigo-Lucerna.